# Richard A. Proctor
Pour les articles homonymes, voir Proctor.
Richard Anthony Proctor (né le 23 mars 1837 à Chelsea, Londres – mort le 12 septembre 1888) est un astronome anglais connu principalement pour avoir dessiné l'une des premières cartes de la planète Mars à partir de 27 dessins de l'observateur William Rutter Dawes. Ses cartes ont été plus tard remplacées par celles de Giovanni Schiaparelli et Eugène Antoniadi sa nomenclature de la planète Mars a également été remplacée, par exemple la "mer de Kaiser" est devenue Syrtis Major Planum.
Il utilise de vieux dessins de Mars, datant de 1666 pour essayer de déterminer la journée sidérale de Mars. Sa dernière estimation, en 1873 est de 24h 37m 22.713s, tout à fait respectable considérant la valeur moderne de 24h 37m 22.663s,,. Toutefois l'estimation de Frederik Kaiser de 24h 37m 22.622s est plus précise. 
Un cratère de Mars porte son nom. 

## Biographie
Il est un enfant délicat, et son père meurt en 1850, c'est alors sa mère qui s'occupe de sa formation. L'amélioration de sa santé, lui permet d'accéder au College London Kings où il acquiert  par la suite une bourse d'études pour le  Collège de St John à (Cambridge). Il est diplômé en 1860 comme 23e wrangler. Son mariage pendant qu'il est encore étudiant est sans doute responsable de ses faibles notes[réf. souhaitée].
Il se dirige alors vers le barreau, mais il diverge vers l'astronomie et l'écriture et en 1865 il publie un article sur les couleurs des étoiles doubles pour  le Cornhill Magazine. Son premier livre  Saturn and its System (Saturne et son système) a été publié la même année, à ses frais. Cet ouvrage contient une description élaborée de phénomènes observés sur la planète, bien que sa réception est favorablement acceptée par les astronomes, les ventes de l'ouvrage demeurent faibles.  Il entendait suivre cette publication avec des traités similaires sur Mars, Jupiter, le Soleil, la Lune, les comètes et météores, les étoiles et nébuleuses et avait en fait commencé une monographie sur Mars, lorsque la défaillance d'une banque de Nouvelle-Zélande le prive d'une indépendance qui lui aurait permis de réaliser son plan, sans anxiété quant à son succès ou son échec.

## Œuvres
- Light Science for Leisure Hours and The Sun (1871);
- The Orbs around Us and Essays on Astronomy (1872);
- The Expanse of Heaven, The Moon and The Borderland of Science (1873);
- The Universe and the Coming Transits and Transits of Venus (1874);
- Our Place among Infinities (1875);
- Myths and Marvels of Astronomy (1877);
- The Universe of Stars (1878);
- Flowers of the Sky (1879);
- The Poetry of Astronomy (1880);
- Easy Star Lessons and Familiar Science Studies (1882);
- Mysteries of Time and Space and The Great Pyramid (1883);
- The Universe of Suns (1884);
- The Seasons (1885);
- Other Suns than Ours and Half-Hours with the Stars (1887).

Traductions françaises
- Nouvel Atlas Céleste Comprenant Quatorze Cartes: Précédé D'Une Introduction Sur L'Étude Des Constellations Augmenté De Quelques Études D'Astronomie Stellaire, Gauthier-Villars (1886)